# David Gutiérrez de Coz
David Gutiérrez de Coz (Sevilla, 6 de febrer de 1980) és un exfutbolista andalús, que ocupà la posició de defensa.

## Trajectòria esportiva
Format al planter del Reial Betis, jugant encara en l'equip B fitxa per l'AD Ceuta el 2001. Hi roman quatre temporades al conjunt africà, sent titular i sumant 134 partits. Entre 2005 i 2007 milita al Xerez CD.
La temporada campanya 07/08 fitxa pel Reial Múrcia. Va incorporar-se quan s'havia tancar el termini de fitxatges, atès que la Federació espanyola ho va permetre per la greu lesió del defensa Curro Torres. Amb els murcians debuta a la primera divisió, tot disputant 20 partits eixa campanya, encara que, ag les postres, els pimentoners perderien la categoria.